# Климонтович, Юрий Львович
Климонтович Юрий Львович (28 сентября 1924, Москва — 27 ноября 2002, Москва) — советский и российский учёный-физик, специалист в области статистической физики, физики плазмы. Лауреат Государственной премии РФ

## Биография
В 1947 году окончил физический факультет МГУ. В 1951 году защитил кандидатскую диссертацию на тему «Некоторые вопросы теории неоднородной неизотермической плазмы», а в 1962 докторскую на тему «Некоторые вопросы статистической теории неравновесных процессов в плазме». C 1964 года и до конца своей жизни работал в МГУ в должности профессора, заведующего лабораторией синергетики.

## Научная деятельность
Автор работ по теории флуктуаций, теории плазмы. Разработал метод вторичного квантования в фазовом пространстве. Автор университетского учебника по статистической физике и монографии по физике открытых систем.

## Семья
- Жена — Светлана Иосифовна Маевская (18.10.1927 — между 2002 и 2005), логопед, дефектолог[2][11].
  - Сын — Николай (1951—2015), российский писатель и колумнист, драматург.
  - Дочь — Екатерина (род. 1958), логопед[2][12].

### Книги
- Климонтович Ю. Л. Статистическая физика. — М.: Наука, 1982. — 608 с.
- Климонтович Ю. Л. Введение в физику открытых систем. — М.: Янус-К, 2002. — 284 с. — ISBN 5-8037-0101-7.

### Статьи
- Ю. Л. Климонтович, В. С. Фурсов. Влияние взаимодействия между молекулами на торможение излучением в классической теории дисперсии света // ЖЭТФ. — 1949. — Т. 19, вып. 9. — С. 819—825.
- Ю. Л. Климонтович. Некоторые вопросы теории неоднородной неизотермической плазмы. I // ЖЭТФ. — 1951. — Т. 21, вып. 11. — С. 1284—1291.
- Ю. Л. Климонтович. Некоторые вопросы теории неоднородной неизотермической плазмы. II. К теории пространственной периодичности электронной плазмы // ЖЭТФ. — 1951. — Т. 21, вып. 11. — С. 1292—1302.
- Ю. Л. Климонтович, В. П. Силин. К теории спектров возбуждений макроскопических систем // ДАН СССР. — 1952. — Т. 82, № 3. — С. 361—364.
- Ю. Л. Климонтович. Релятивистское уравнение для квантовой функции распределения // ДАН СССР. — 1952. — Т. 87, № 6. — С. 927—930.
- Ю. Л. Климонтович, В. П. Силин. О спектрах систем взаимодействующих частиц // ЖЭТФ. — 1952. — Т. 23, вып. 2. — С. 151—160.
- Ю. Л. Климонтович. Вторичное квантование в фазовом пространстве // ДАН СССР. — 1954. — Т. 96, № 1. — С. 43—46.
- Ю. Л. Климонтович, В. П. Силин. О «звуковых» возбуждениях в сверхпроводниках // ЖЭТФ. — 1955. — Т. 28, вып. 6. — С. 754—756.
- Ю. Л. Климонтович. Определение собственных значений физических величин методом квантовой функции распределения // ДАН СССР. — 1956. — Т. 108, № 6. — С. 1033—1036.
- Ю. Л. Климонтович. О корреляционной функции для квантовых систем // ЖЭТФ. — 1956. — Т. 30, вып. 5. — С. 977—979.
- Ю. Л. Климонтович, Р. В. Хохлов. К теории молекулярного генератора // ЖЭТФ. — 1957. — Т. 32, вып. 5. — С. 1150—1155.
- Ю. Л. Климонтович, С. В. Темко. Квантовое кинетическое уравнение для плазмы с учетом корреляции // ЖЭТФ. — 1957. — Т. 33, вып. 1. — С. 132—134.
- Ю. Л. Климонтович. О методе «вторичного квантования» в фазовом пространстве // ЖЭТФ. — 1957. — Т. 33, вып. 4. — С. 982—989.
- Ю. Л. Климонтович. О пространственно-временных корреляционных функциях системы частиц с электромагнитным взаимодействием // ЖЭТФ. — 1958. — Т. 34, вып. 1. — С. 173—185.
- Ю. Л. Климонтович, С. В. Темко. О кинетических уравнениях для систем частиц, взаимодействующих с колебаниями решетки // ЖЭТФ. — 1958. — Т. 35, вып. 5. — С. 1141—1147.
- Ю. Л. Климонтович. О возможном статистическом описании систем частиц, взаимодействующих с полем // ЖЭТФ. — 1958. — Т. 35, вып. 5. — С. 1276—1277.
- Ю. Л. Климонтович. Потери энергии заряженных частиц на возбуждение колебаний в плазме // ЖЭТФ. — 1959. — Т. 36, вып. 5. — С. 1405—1418.
- Ю. Л. Климонтович. Релятивистские кинетические уравнения для плазмы. I // ЖЭТФ. — 1959. — Т. 37, вып. 3. — С. 735—744.
- Ю. Л. Климонтович. Релятивистское кинетическое уравнение для плазмы. II // ЖЭТФ. — 1960. — Т. 38, вып. 4. — С. 1212—1221.
- Ю. Л. Климонтович. О спектрах систем взаимодействующих частиц и коллективных потерях при прохождении заряженных частиц через вещество // УФН. — 1960. — Т. 70, вып. 2. — С. 247—286.